# Mallotus sathavensis
Mallotus sathavensis är en törelväxtart som beskrevs av Thin. Mallotus sathavensis ingår i släktet Mallotus och familjen törelväxter. Inga underarter finns listade i Catalogue of Life.